# Наукове пізнання
Наукове пізнання — це форма процесу пізнання, головною функцією якого є вироблення й теоретична систематизація об'єктивних знань про дійсність. Передусім у структурі наукового пізнання виокремлюються емпіричний і теоретичний рівні..

## Класифікація методів наукового пізнання
| Методи                                                                                          | Рівні       | Форми                                       |
| ----------------------------------------------------------------------------------------------- | ----------- | ------------------------------------------- |
| Опис, вимірювання, порівняння, експеримент, спостереження                                       | Емпіричний  | Факти, емпіричні поняття, емпіричні правила |
| Моделювання, індукція, дедукція, аналіз, синтез, пояснення, абстрагування, мислений експеримент | Проміжний   | Проблема, концепція, гіпотеза               |
| Сходження від абстрактного до конкретного, аксіоматичний, системно-структурний                  | Теоретичний | Система законів, теорія, ідея               |